# Cash Cash
Pour les articles homonymes, voir Cash-Cash (homonymie).
 (septembre 2021).
La mise en forme du texte ne suit pas les recommandations de Wikipédia : il faut le « wikifier ».
Les points d'amélioration suivants sont les cas les plus fréquents. Le détail des points à revoir est peut-être précisé sur la page de discussion.
- Les titres sont pré-formatés par le logiciel. Ils ne sont ni en capitales, ni en gras.
- Le texte ne doit pas être écrit en capitales (les noms de famille non plus), ni en gras, ni en italique, ni en « petit »…
- Le gras n'est utilisé que pour surligner le titre de l'article dans l'introduction, une seule fois.
- L'italique est rarement utilisé : mots en langue étrangère, titres d'œuvres, noms de bateaux, etc.
- Les citations ne sont pas en italique mais en corps de texte normal. Elles sont entourées par des guillemets français : « et ».
- Les listes à puces sont à éviter, des paragraphes rédigés étant largement préférés. Les tableaux sont à réserver à la présentation de données structurées (résultats, etc.).
- Les appels de note de bas de page (petits chiffres en exposant, introduits par l'outil «  Source ») sont à placer entre la fin de phrase et le point final[comme ça].
- Les liens internes (vers d'autres articles de Wikipédia) sont à choisir avec parcimonie. Créez des liens vers des articles approfondissant le sujet. Les termes génériques sans rapport avec le sujet sont à éviter, ainsi que les répétitions de liens vers un même terme.
- Les liens externes sont à placer uniquement dans une section « Liens externes », à la fin de l'article. Ces liens sont à choisir avec parcimonie suivant les règles définies. Si un lien sert de source à l'article, son insertion dans le texte est à faire par les notes de bas de page.
- La présentation des références doit suivre les conventions bibliographiques. Il est recommandé d'utiliser les modèles {{Ouvrage}}, {{Chapitre}}, {{Article}}, {{Lien web}} et/ou {{Bibliographie}}. Le mode d'édition visuel peut mettre en forme automatiquement les références.
- Insérer une infobox (cadre d'informations à droite) n'est pas obligatoire pour parachever la mise en page.

Pour une aide détaillée, merci de consulter Aide:Wikification.
Si vous pensez que ces points ont été résolus, vous pouvez retirer ce bandeau et améliorer la mise en forme d'un autre article.
Cash Cash est un groupe de musique électronique américain originaire de Roseland, au New Jersey. Le groupe est composé de trois DJs et producteurs discographiques : les frères Jean Paul Makhlouf, Alex Makhlouf et Samuel Frisch. Ils produisent, enregistrent, mixent et masterisent toute leur musique ensemble en trio. Ils sont actuellement engagés chez le label Big Beat Records et Atlantic Records, une filiale de Warner Music Group présente dans le monde entier ,. La chanson la plus populaire du groupe à ce jour est leur single " Take Me Home ", certifié single de platine RIAA, en featuring avec Bebe Rexha. Tout au long de leur carrière, ils ont sorti un large éventail de chansons originales mettant en featuring avec de nombreux artistes d'horizons divers tels que John Rzeznik de Goo Goo Dolls, Nelly, Wiz Khalifa, Lukas Graham, Andy Grammer, Christina Perri, Busta Rhymes, Dashboard Confessional, entre autres,. En 2021, le groupe a sorti cinq albums complets, une série d'EPs et de singles, et a co-écrit, produit et participé au single "Can We Pretend" de Pink. En plus de leur musique originale, Cash Cash a réalisé des remixes officiels pour des artistes du monde entier tels que Britney Spears, Kelly Clarkson, Katy Perry, Bruno Mars et beaucoup d'autres, mais a également produit et co-écrit le single " Live for the Night " de Krewella,.

## Parcours

### Premières années (2002-2007)
Jean Paul Makhlouf et Sam Frisch, actuellement membres de Cash Cash, commencent à jouer ensemble sous le nom de The Consequence en 2002,. Le groupe sort alors trois albums indépendants : Your Own Place (2004), The Consequence (2005), et By The Bedside (2006),. Le duo joue avec plusieurs musiciens au clavier et à la batterie avant de solidifier le groupe avec Alexander Makhlouf et Anthony Villacari, batteur, en 2007,.

### Take It to the Floor(2008-2010)
Début 2008, le groupe s'unifie et prend le nom de Cash Cash. Jean Paul Makhlouf, Alexander Makhlouf et Samuel Frisch en sont alors les membres officiels. Le changement de nom est dû à des soucis juridiques liés au fait qu'ils n'avaient pas déposé leur ancien nom « The Consequence » en tant que marque. Dans une interview, Jean Paul déclare : " En fait, nous formions déjà un groupe quand nous étions plus jeunes et nous n'avons jamais pensé à déposer le nom en tant que marque parce que quand vous êtes un jeune groupe local qui joue dans un garage, vous n'avez pas l'argent pour le faire, et vous ne pensez pas que c'est vraiment nécessaire. Après avoir signé notre premier contrat d'enregistrement, cela avait son importance. Nous avons reçu une tonne de mises en demeure à ce sujet de la part de la personne qui possédait le nom, et nous avions cet ancien agent qui essayait de nous arnaquer, donc lorsque nous avons formé un nouveau groupe par frustration, je me suis dis, nous devrions juste nommer ce groupe 'Cash Cash' parce que tout le monde en a après notre argent, alors que nous n'en avons pas encore. ",.

## Membres
Actuels
- Jean Paul Makhlouf - Chant, guitare, production (2002-présent)
- Alexander Luke Makhlouf - Claviers, vocodeur, talk box, production, programmation (2002-présent)
- Samuel Warren Frisch - Basse, chœurs, production, programmation (2002-présent)

Anciens
- Anthony Villacari - Batterie (2007-11)

Anciens musiciens présent en tournée
- Mike Doerr - Guitare, chœurs (2007-09)

## Discographie
Cash Cash a sorti cinq albums, trois longues versions, et trente singles. Le groupe a produit trois des vingt premiers singles du classement américain EDM de Billboard .

### Albums
| Take It to the Floor                                   | - Sortie : 23 Décembre 2008 - Label : Universal Republic - Format : Téléchargement numérique, CD                        | -   | - | 31 | -   |
| Love or Lust                                           | - Sortie : 19 Avril 2011 - Label : Cash Cash, Twilight (uniquement au Japon) - Format : Téléchargement numérique, CD    | -   | - | -  | 169 |
| The Beat Goes On                                       | - Sortie : 7 Septembre 2012 - Label : Cash Cash, Twilight (uniquement au Japon) - Format : Téléchargement numérique, CD | -   | - | -  | 163 |
| Blood, Sweat &amp; 3 Years                             | - Sortie : 24 Juin 2016 - Label : Big Beat, Atlantic - Format : Téléchargement numérique, CD                            | 125 | 3 | 5  | -   |
| Say It Like You Feel It                                | - Sortie : 14 Mai 2021 - Label : Big Beat, Atlantic - Format : Téléchargement numérique, CD                             | -   | - | -  | -   |
| "—" désigne un album qui n'a pas été classé ou publié. | |     |   |    |     |

### Versions longues
| Cash Cash                                                          | - Sortie : 7 Octobre 2008 - Label : Universal Republic - Format : Téléchargement numérique, CD | 24 |
| Overtime                                                           | - Sortie : 29 Octobre 2013 - Label : Big Beat, Atlantic - Format : Téléchargement numérique    | -  |
| Lightning                                                          | - Sortie : 24 Mars 2014 - Label : Big Beat, Atlantic - Format : Téléchargement numérique       | -  |
| "—" désigne une version longue qui n'a pas été classée ou publiée. |                                                                                                |    |

### Singles

#### En tant qu'artiste principal
| Titre                                                       | Année | Meilleur classement | Meilleur classement | Meilleur classement | Meilleur classement | Meilleur classement | Meilleur classement | Meilleur classement | Meilleur classement | Meilleur classement | Meilleur classement | Certifications                                         | Album                               |
| Titre                                                       | Année | US                  | AUS                 | BEL Tip.            | CZR                 | IRE                 | NLD                 | SCO                 | SK                  | US Dance            | UK                  | Certifications                                         | Album                               |
| ----------------------------------------------------------- | ----- | ------------------- | ------------------- | ------------------- | ------------------- | ------------------- | ------------------- | ------------------- | ------------------- | ------------------- | ------------------- | ------------------------------------------------------ | ----------------------------------- |
| "Party in Your Bedroom"                                     | 2009  | —                   | —                   | —                   | —                   | —                   | —                   | —                   | —                   | —                   | —                   |                                                        | Take It To The Floor                |
| "Everytime We Touch"                                        | 2009  | —                   | —                   | —                   | —                   | —                   | —                   | —                   | —                   | —                   | —                   |                                                        | Non-album singles                   |
| "Forever Young"                                             | 2010  | —                   | —                   | —                   | —                   | —                   | —                   | —                   | —                   | —                   | 34                  |                                                        | Non-album singles                   |
| "Red Cup (I Fly Solo)" (featuring Lacey Schwimmer et Spose) | 2010  | —                   | —                   | —                   | —                   | —                   | —                   | —                   | —                   | —                   | 29                  |                                                        | Non-album singles                   |
| "Victim of Love"                                            | 2011  | —                   | —                   | —                   | —                   | —                   | —                   | —                   | —                   | —                   | —                   |                                                        | Love or Lust                        |
| "Sexin' on the Dance Floor" (featuring Jeffree Star)        | 2011  | —                   | —                   | —                   | —                   | —                   | —                   | —                   | —                   | —                   | —                   |                                                        | Love or Lust                        |
| "Michael Jackson"                                           | 2012  | —                   | —                   | —                   | —                   | —                   | 25                  | —                   | —                   | —                   | —                   |                                                        | The Beat Goes On                    |
| "Overtime"                                                  | 2012  | —                   | —                   | —                   | —                   | —                   | —                   | —                   | —                   | —                   | 39                  |                                                        | Overtime                            |
| "Take Me Home" (featuring Bebe Rexha)                       | 2013  | 57                  | 7                   | 22                  | 56                  | 23                  | —                   | 2                   | 62                  | 5                   | 5                   | - ARIA: Platine - RIAA: Platine - MC: Or - BPI: Argent | Overtime and Blood, Sweat & 3 Years |
| "Lightning" (featuring John Rzeznik)                        | 2014  | —                   | —                   | —                   | —                   | —                   | —                   | —                   | —                   | —                   | 39                  |                                                        | Blood, Sweat & 3 Years              |
| "Surrender"                                                 | 2014  | —                   | —                   | —                   | —                   | —                   | —                   | —                   | —                   | —                   | 19                  |                                                        | Blood, Sweat & 3 Years              |
| "Untouchable" (avec Tritonal)                               | 2015  | —                   | —                   | —                   | —                   | —                   | —                   | —                   | —                   | —                   | 19                  |                                                        | Non-album single                    |
| "Devil" (featuring Busta Rhymes, B.o.B et Neon Hitch)       | 2015  | —                   | —                   | —                   | —                   | —                   | —                   | —                   | —                   | 110                 | 28                  |                                                        | Blood, Sweat & 3 Years              |
| "Escarole"                                                  | 2015  | —                   | —                   | —                   | —                   | —                   | —                   | —                   | —                   | —                   | —                   |                                                        | Blood, Sweat & 3 Years              |
| "Aftershock" (featuring Jacquie Lee)                        | 2016  | —                   | —                   | —                   | —                   | —                   | —                   | —                   | —                   | —                   | 34                  |                                                        | Blood, Sweat & 3 Years              |
| "How to Love" (featuring Sofia Reyes)                       | 2016  | —                   | —                   | —                   | —                   | —                   | —                   | —                   | —                   | —                   | 16                  |                                                        | Blood, Sweat & 3 Years              |
| "Millionaire" (avec Digital Farm Animals featuring Nelly)   | 2016  | —                   | 63                  | 33                  | 96                  | 54                  | 46                  | 20                  | 88                  | 25                  | 22                  | - ARIA: Or - BPI: Or                                   | Blood, Sweat & 3 Years              |
| "Broken Drum" (featuring Fitz de Fitz and the Tantrums)     | 2016  | —                   | —                   | —                   | —                   | —                   | —                   | —                   | —                   | —                   | 44                  |                                                        | Blood, Sweat & 3 Years              |
| "Matches" (avec Rozes)                                      | 2017  | —                   | —                   | —                   | —                   | —                   | —                   | —                   | —                   | —                   | 38                  |                                                        | Say It Like You Feel It             |
| "All My Love" (featuring Conor Maynard)                     | 2017  | —                   | —                   | —                   | —                   | —                   | —                   | —                   | —                   | —                   | —                   |                                                        | Say It Like You Feel It             |
| "Belong" (avec Dashboard Confessional)                      | 2017  | —                   | —                   | —                   | —                   | —                   | —                   | —                   | —                   | —                   | —                   |                                                        | Say It Like You Feel It             |
| "Jewel" (featuring Nikki Vianna)                            | 2018  | —                   | —                   | —                   | —                   | —                   | —                   | —                   | —                   | —                   | 35                  |                                                        | Say It Like You Feel It             |
| "Finest Hour" (featuring Abir)                              | 2018  | —                   | —                   | 4                   | —                   | —                   | —                   | —                   | —                   | —                   | —                   | - RIAA: Or                                             | Say It Like You Feel It             |
| "Call You" (featuring Nasri de Magic!)                      | 2018  | —                   | —                   | —                   | —                   | —                   | —                   | —                   | —                   | —                   | —                   |                                                        | Say It Like You Feel It             |
| "Mean It" (featuring Wrabel)                                | 2020  | —                   | —                   | —                   | —                   | —                   | —                   | —                   | —                   | —                   | —                   |                                                        | Say It Like You Feel It             |
| "I Found You" (with Andy Grammer)                           | 2020  | —                   | —                   | —                   | —                   | —                   | —                   | —                   | —                   | —                   | —                   |                                                        | Non-album single                    |
| "Gasoline" (featuring Laura White)                          | 2020  | —                   | —                   | —                   | —                   | —                   | —                   | —                   | —                   | —                   | —                   |                                                        | Say It Like You Feel It             |
| "Love You Now" (featuring Georgia Ku)                       | 2020  | —                   | —                   | —                   | —                   | —                   | —                   | —                   | —                   | —                   | —                   |                                                        | Say It Like You Feel It             |
| "Too Late" (featuring Wiz Khalifa et Lukas Graham)          | 2021  | —                   | —                   | —                   | —                   | —                   | —                   | —                   | —                   | —                   | —                   |                                                        | Say It Like You Feel It             |
| "Ride or Die" (featuring Phoebe Ryan)                       | 2021  | —                   | —                   | —                   | —                   | —                   | —                   | —                   | —                   | —                   | —                   |                                                        | Say It Like You Feel It             |
| "—" désigne un single qui n'a pas été classé ou publié.     |       |                     |                     |                     |                     |                     |                     |                     |                     |                     |                     |                                                        |                                     |